# Palácio de Putin
Palácio de Putin é uma residência particular no resort de Gelendzhik, na região de Krasnodar, na costa do Mar Negro. De acordo com a Fundação Anticorrupção, o político da oposição Alexei Navalny, essa propriedade pertence ao presidente russo Vladimir Putin. É o maior edifício residencial privado na Rússia. No edifício de luxo há, entre outros, um casino, um teatro, uma sala de jogos, uma piscina e um spa. Perto dele foram construídos um estádio de hóquei, uma igreja e uma estufa gigante.
O porta-voz presidencial Dmitry Peskov disse que Putin não possui um palácio em Gelendzhik. O proprietário oficial da residência é o empresário cipriota-russo Alexander Ponomarenko.
Alexei Navalny afirmou que a residência custou 100 bilhões de rublos (cerca de US$1,36 bilhões) e sua construção foi possível graças a um esquema de corrupção bem planejado. Segundo ele, foi financiado, por exemplo, pelo diretor da petrolífera Rosneft Igor Sechin ou pelo empresário e bilionário Gennady Timchenko.
A construção do palácio começou em 2005. Sua conexão com Putin foi discutida pela primeira vez em 2010. Naquela época, o empresário e denunciante Sergei Kolesnikov escreveu em uma carta aberta ao então presidente Dmitry Medvedev.

## Galeria

Esquema financeiro de Kolesnikov para financiar a residência

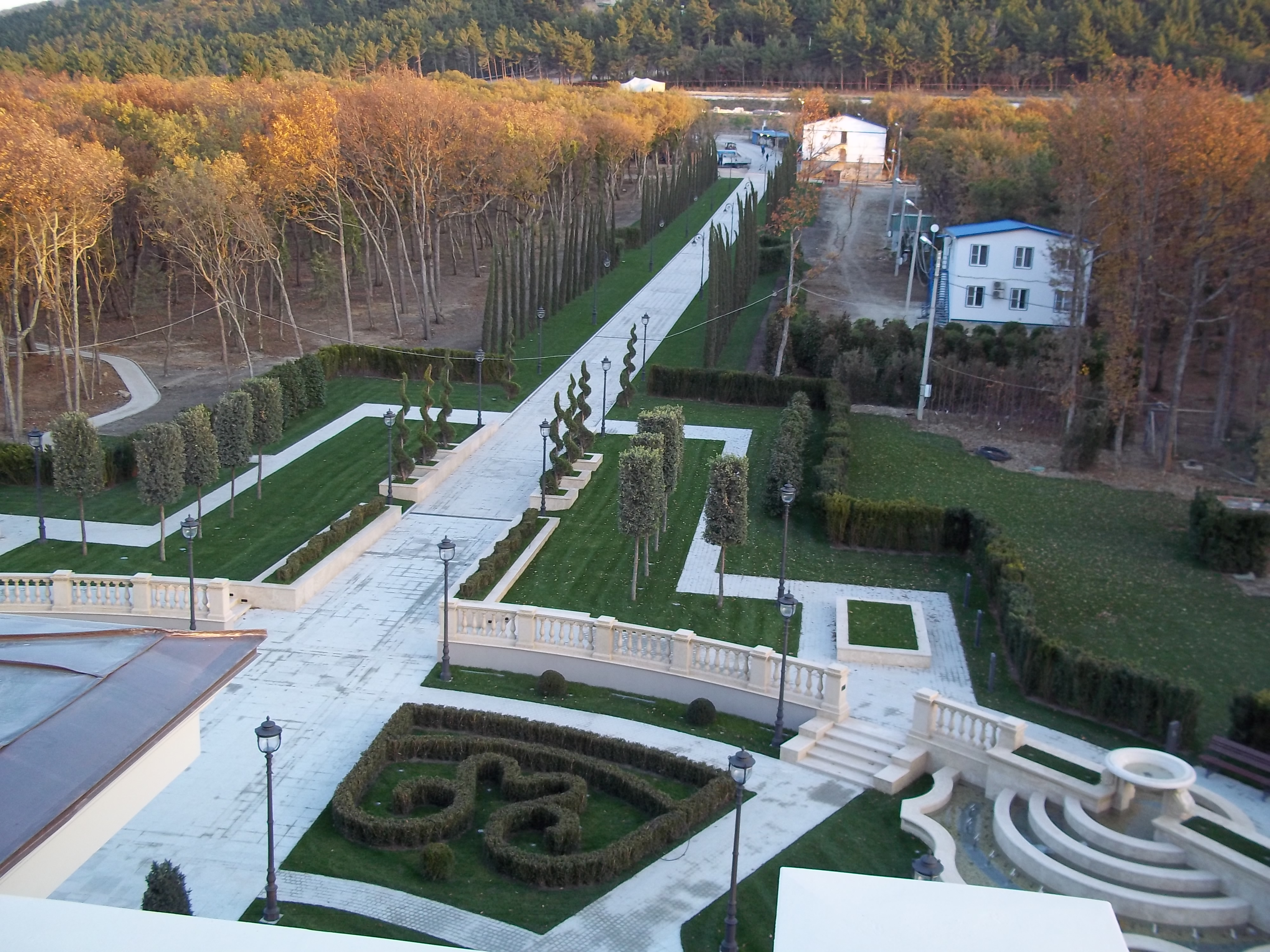
Jardins
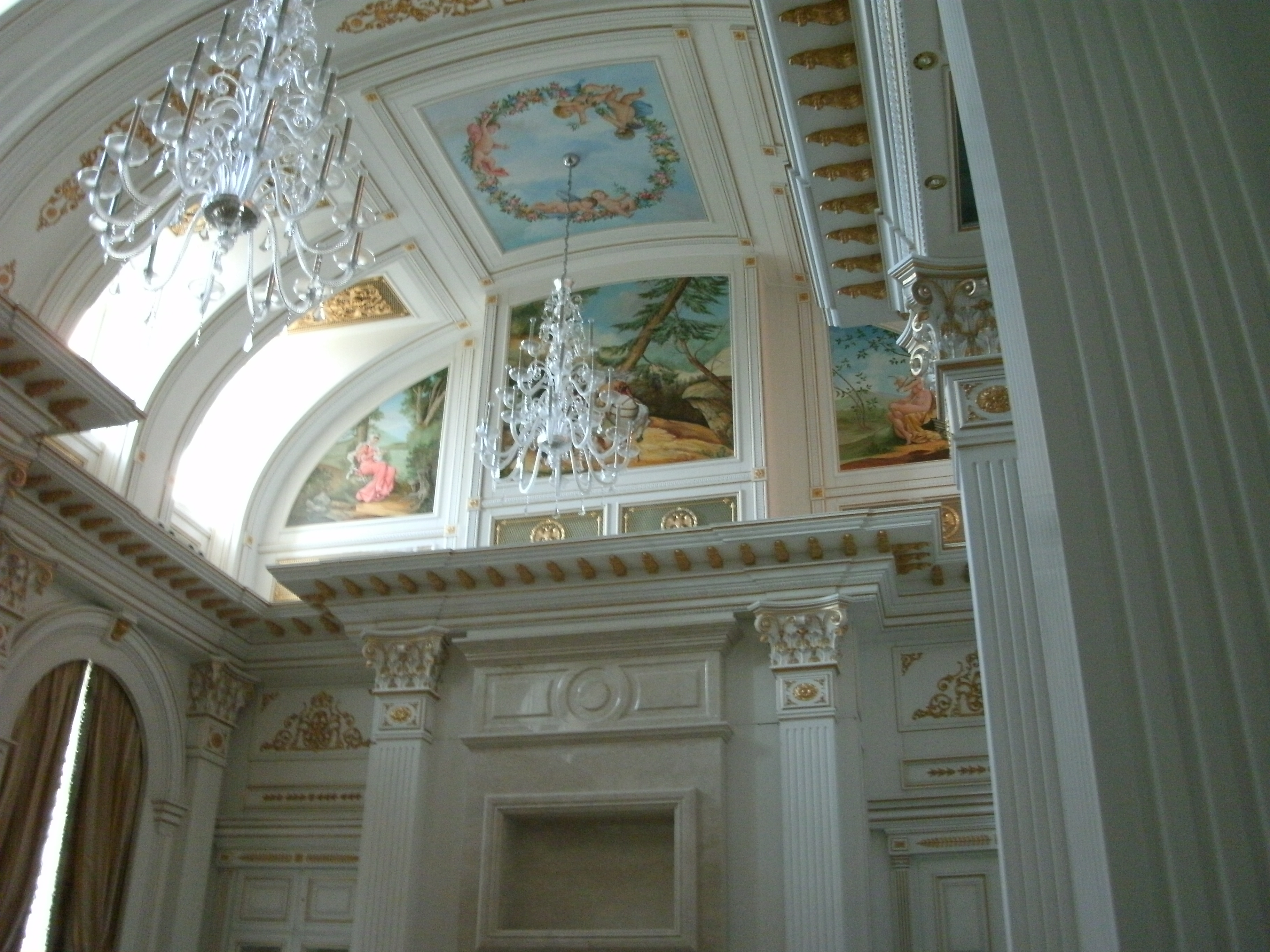
Salão principal
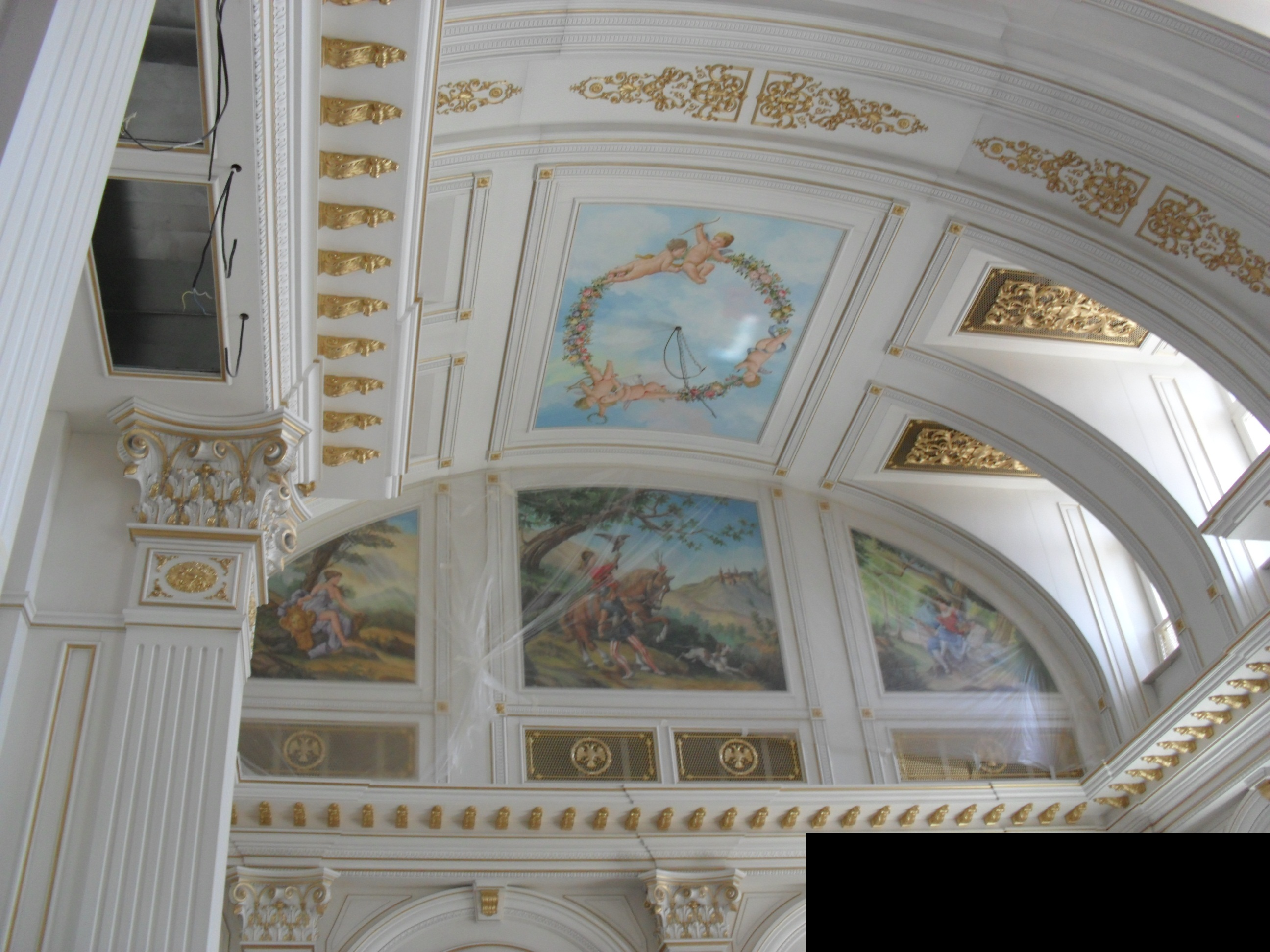
Salão principal
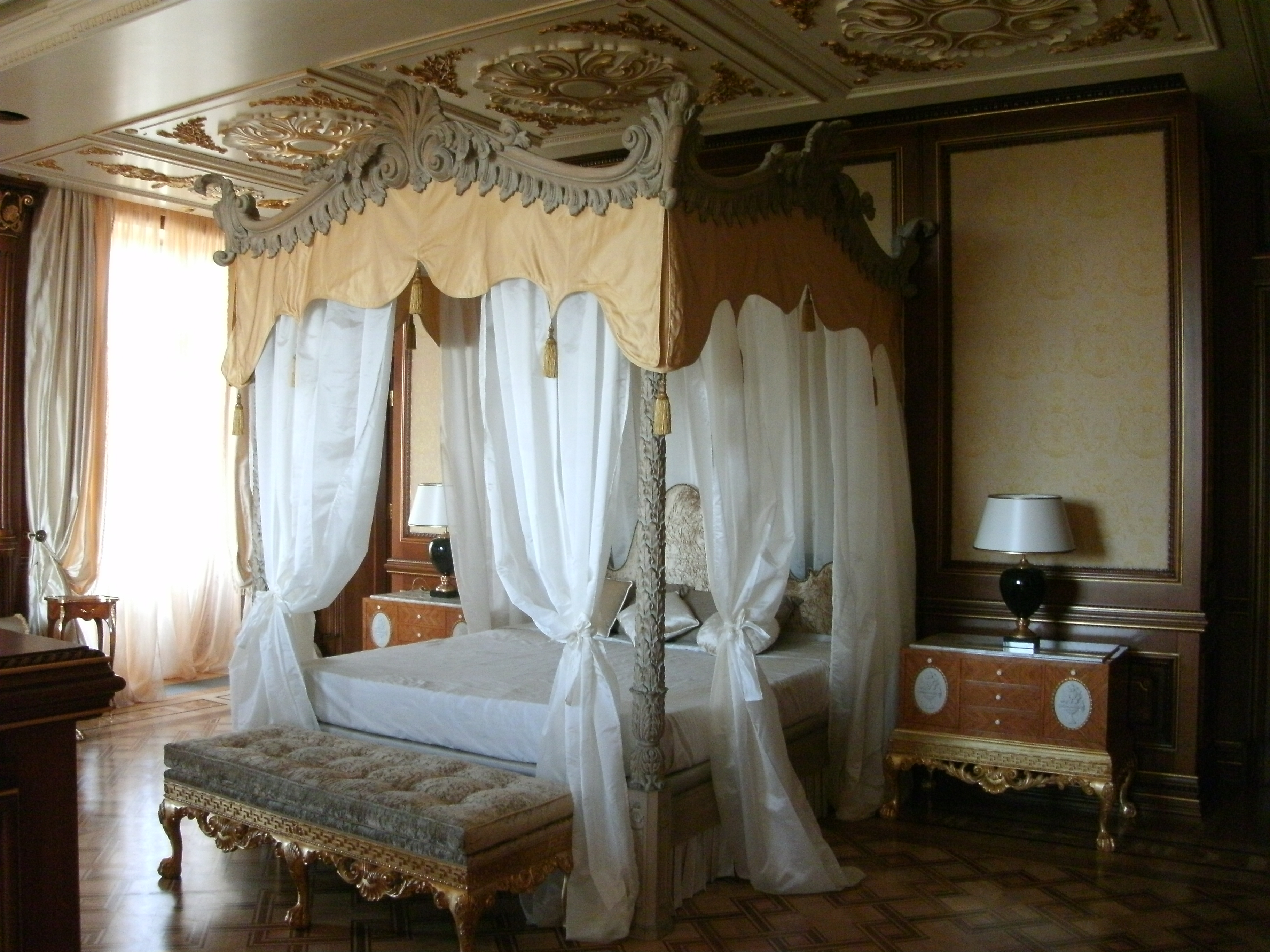
Um dos quartos
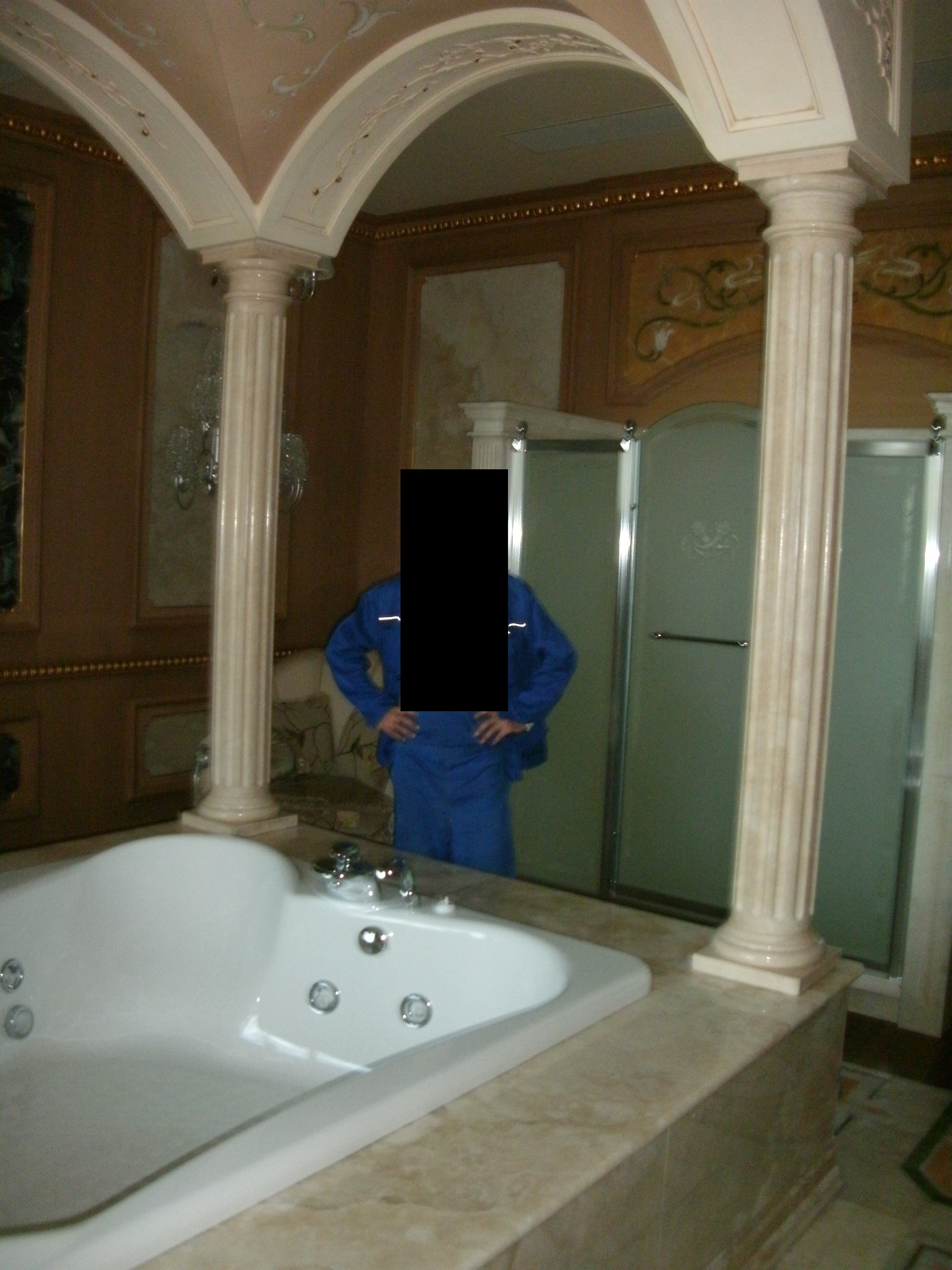
Um dos banheiros
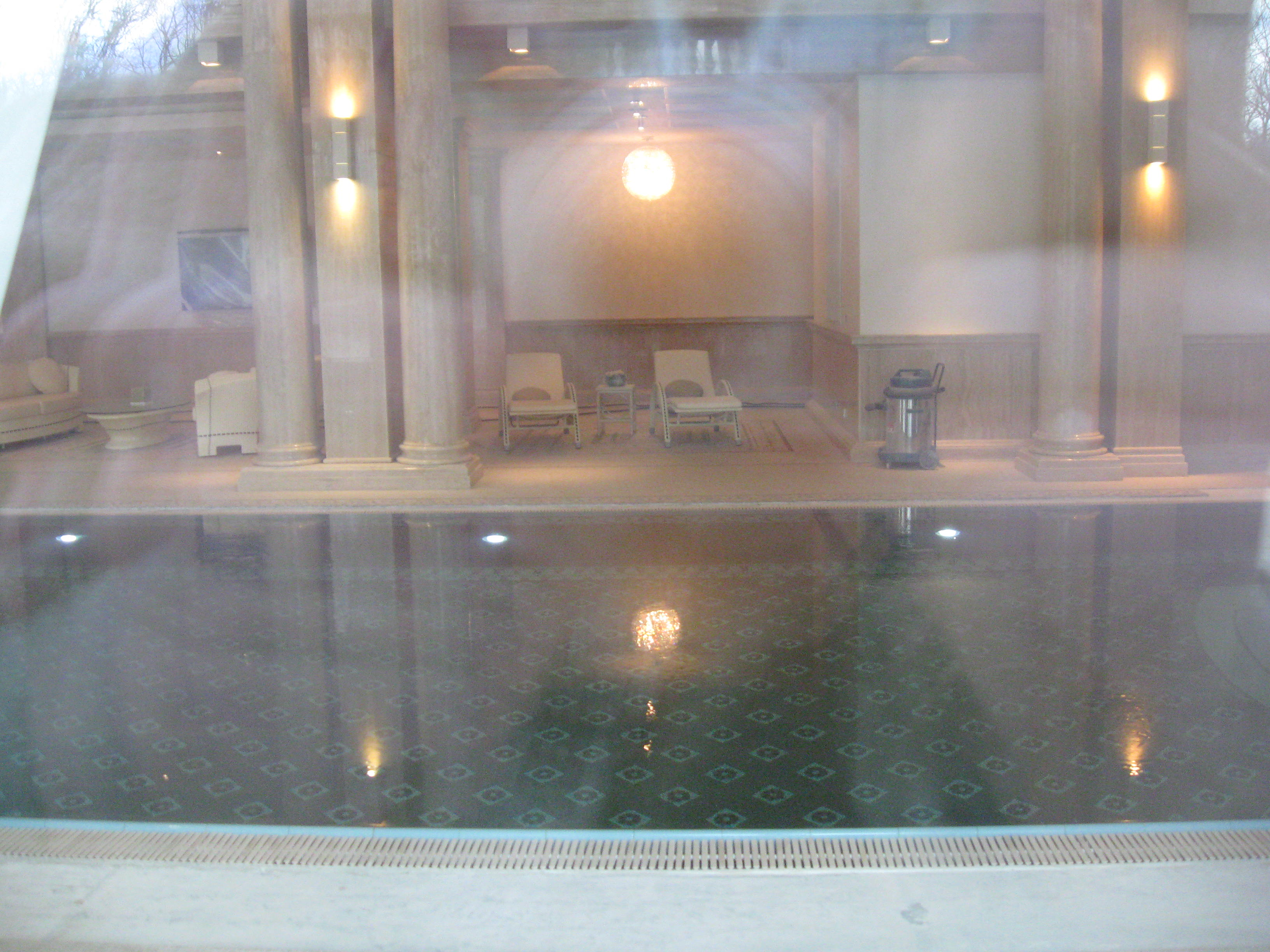
Uma piscina coberta

## Investigação da FBK
Em 19 de janeiro de 2021, dois dias depois de Navalny ser detido pelas autoridades russas após seu retorno à Rússia, uma investigação em vídeo feita por ele e a Fundação Anticorrupção (FBK) foi publicada acusando o presidente Vladimir Putin de usar fundos obtidos de forma fraudulenta para construir a propriedade para si mesmo no que chamou de "o maior suborno do mundo". No documentário que resultou da investigação, Navalny afirmou que a propriedade é 39 vezes maior do que Mônaco e sua construção custou mais de 100 bilhões de rublos (US$ 1,35 bilhões). Ele também mostrou imagens aéreas da propriedade feitas por meio de um drone e uma planta baixa detalhada do palácio. Segundo Navalny, a planta foi dada à FBK por um empreiteiro. Ele comparou a planta com as fotos do interior do palácio que vazaram na Internet em 2011. Ele também detalhou um elaborado esquema de corrupção supostamente envolvendo o círculo interno de Putin, que permitiu a Putin esconder bilhões de dólares para construir a propriedade.

## Outros palácios
Supostamente, Putin possui 20 palácios no total. Um deles, que é uma grande propriedade, se chama Villa Sellgren.